# دریاچه پالاس توزلا
دریاچه پالاس توزلا (ترکی استانبولی: Palas Tuzla Gölü) یک دریاچه در استان قیصریه کشور ترکیه است.